# 29750 Chleborad
29750 Chleborad este un asteroid din centura principală de asteroizi.

## Descriere
29750 Chleborad este un asteroid din centura principală de asteroizi. A fost descoperit pe 8 februarie 1999 la Fountain Hills (Arizona) de Charles W. Juels. Asteroidul prezintă o orbită caracterizată de o semiaxă mare de 2,43 ua, o excentricitate de 0,07 și o înclinație de 7,2° în raport cu ecliptica.